# Mamajuana

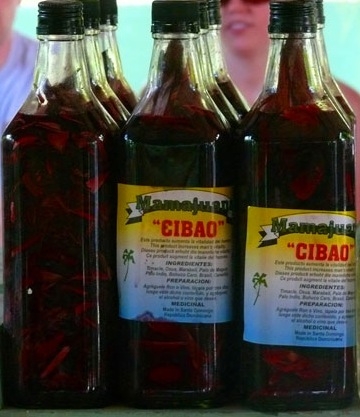
Lahve mamajuany

Mamajuana neboli Mama Juana je alkoholický nápoj původem z Dominikánské republiky. Obsahuje červené víno, rum, med a směs bylinek: kanelová kůra, bazalka pravá, žumen, petiverie, sapan, badyán, hřebíček, řemdihák plstnatý a Chiococca alba. Vše se smíchá a nechá se macerovat v demižonu (název drinku vznikl pošpanělštěním původního francouzského výrazu dame Jeanne – paní Jana). Výrobek má nasládlou chuť a tmavě červenou barvu, podává se při pokojové teplotě v likérových skleničkách. Nápoji se přisuzují čisticí, omlazující a afrodiziakální účinky. Recept vychází z původního taínského bylinkového výluhu, který byl po příchodu Evropanů obohacen o alkohol. Diktátor Rafael Trujillo vydal zákon, podle něhož byl prodej mamajuany možný pouze na lékařský předpis, po jeho pádu se nápoj rozšířil především mezi hudebníky žánru merengue. Lahve mamajuany jsou populárním suvenýrem pro návštěvníky Dominikánské republiky.